# این غبار روزگاری انسانی بوده‌است
این غبار روزگاری انسانی بوده‌است (به انگلیسی: This Dust Was Once the Man) مرثیه کوتاهی است که توسط والت ویتمن در سال ۱۸۷۱ میلادی نوشته شده‌است. این شعر به آبراهام لینکلن، شانزدهمین رئیس‌جمهور ایالات متحده، که ویتمن او را بسیار تحسین می‌کرد، تقدیم شده‌است. شعر شش سال پس از ترور لینکلن سروده شد. اشعار همگی در سال ۱۸۶۵ نوشته شده بود.
این اشعار عبارتند از «ای ناخدا! ناخدای من!»، "وقتی یاس بنفش در حیاط شکوفا می‌شود"، و "اردوگاه امروز".
این شعر توجه زیادی را به خود جلب نکرد، اگرچه عموماً مورد استقبال مثبت قرار گرفت و چندین بار مورد تجزیه و تحلیل قرار گرفت، عموماً به عنوان سنگ نوشته برای لینکلن استفاده شد. این شعر لینکلن را چنین توصیف می‌کند که ایالات متحده را از «بدترین جنایت تاریخ» نجات داده‌است، خطی که تفسیرهای متناقضی برای آن وجود دارد. به‌طور کلی به نظر می‌رسد که به جدایی ایالات کنفدراسیون آمریکا یا ترور لینکلن اشاره دارد.